# 775

سنة 775 كانت سنة بسيطة تبدأ يوم الأحد (سوف يظهر الرابط التقويم الكامل للعام) حسب التقويم اليولياني، تم استخدام الفئة 775 لهذا العام منذ أوائل العصور الوسطى، عندما أصبح عصر التقويم بعد الميلاد هو الأسلوب السائد في أوروبا لتسمية السنوات.

## مواليد
- ستوراكيوس
- ليون الخامس الأرمني

## وفيات
- أبو عبد الله المهدي
- حيوة بن شريح
- زفر بن الهذيل أحد الفقهاء
- أبو جعفر المنصور
- ابن الجصاص